# 300 mil do nieba
300 mil do nieba – polsko-duńsko-francuski fabularny dramat obyczajowo-psychologiczny z 1989 roku w reżyserii Macieja Dejczera, według scenariusza Cezarego Harasimowicza i Macieja Dejczera, oparty na prawdziwej historii, uznany za najlepszy młody film europejski 1989 r..

## Opis fabuły
Komunistyczna Polska, rok 1985. Dwóch braci – Jędrek i Grześ Kwiatkowscy – postanawia uciec za granicę, ukrywając się pod podwoziem samochodu ciężarowego. Ich wielodzietna rodzina żyje w baraku w bardzo trudnych warunkach, bowiem ojciec – nauczyciel historii – za poglądy polityczne niewygodne ówczesnej władzy, został wyrzucony z pracy w szkole. Bracia chcą przedostać się „na zachód”, aby żyć w lepszym świecie i wspomóc finansowo rodziców. Ostatecznie trafiają do Danii, gdzie zostają umieszczeni w obozie dla uchodźców. Polskie władze chcą za wszelką cenę ściągnąć braci z powrotem do kraju. Ich losem zainteresowała się jednak dziennikarka, imigrantka z Polski, dzięki której bracia uzyskują azyl. Na końcu targany przeciwstawnymi uczuciami ojciec, rozmawiając z synami przez telefon, wypowiada dramatyczne zdanie: „Jędrek, nie wracajcie tu nigdy”.

## Inspiracja
Film inspirowany jest prawdziwymi wydarzeniami. W 1985 r. bracia Zielińscy z Żyrakowa koło Dębicy, 15-letni Adam i 13-letni Krzysztof, ukryci pod samochodem ciężarowym przedostali się promem przez Morze Bałtyckie do Szwecji. Ze względów wizerunkowych polskie władze za wszelką cenę starały się sprowadzić ich do kraju. Rodzice nie wystąpili jednak z żądaniem ekstradycji uważając, że ich dzieci same powinny zdecydować o własnym losie. Dlatego ojcu i matce chłopców zawieszono prawa rodzicielskie, a bracia zamieszkali u szwedzkiej rodziny zastępczej. Po osiągnięciu pełnoletniości pozostali w Szwecji. Krzysztof skończył studia ekonomiczne w Sztokholmie i pracował naukowo. Od 2014 r. był zatrudniony w firmie lotniczej Linetech z siedzibą w Warszawie. Film był wyświetlany na Kongresie Praw Człowieka i Obywatela w Strasburgu w 1989 r. W filmie miejsce ucieczki chłopców zmieniono na Danię.

## Produkcja
Plenery: Łódź (podwórze przy ul. Piotrkowskiej 80, wiadukt na ul. Tramwajowej), Zgierz (ul. Wróbla), Gałkówek koło Koluszek (stacja kolejowa), Zgierz, droga między Tuszynem a Piotrkowem Trybunalskim, Świnoujście, ośrodek dla uchodźców Sandholm koło Kopenhagi.

## Obsada
- Wojciech Klata – Grześ Kwiatkowski
- Rafał Zimowski – Jędrek Kwiatkowski
- Jadwiga Jankowska-Cieślak – Barbara Kwiatkowska, matka
- Andrzej Mellin – Tadeusz Kwiatkowski, ojciec
- Adrianna Biedrzyńska – dziennikarka
- Kama Kowalewska – Elka
- Aleksander Bednarz – nauczyciel
- Krzysztof Stroiński – Zdzisio, ojciec Elki
- Hans Christian Aegidius – muzyk
- Wiesław Komasa – komornik
- Ryszard Mróz – prokurator
- Henryk Niebudek – milicjant
- Jerzy Schejbal – konsul
- Peter Steen – urzędnik w ośrodku dla uchodźców
- Holger Vistisen – pracownik stacji benzynowej
- Barbara Dzido-Lelińska – urzędniczka sądowa
- Małgorzata Rożniatowska – sędzia
- Katarzyna Pawlak – pielęgniarka
- Stanisław Jaskułka – lekarz
- Wojciech Nowak
- Tadeusz Teodorczyk – urzędnik sądowy
- Tomasz Kamiński – bliźniak, syn Kwiatkowskich
- Oskar Kamiński – bliźniak, syn Kwiatkowskich